# 河辺定長
河辺 定長（かわべ さだなが）は、日本の公家、神宮祭主。

## 生涯
大中臣氏一門の河辺徳長の子として生まれる。
正保3年（1647年）、13歳のとき、実の祖父・河辺辰長の跡を継いで大宮司に就任する。その後、承応2年（1653年）、二十歳のとき、出自について大中臣氏二門であることが条件となっていた祭主に、一門出身でありながら就任した。翌年には、出口延佳の『陽復記』を後光明天皇の叡覧に入れたことがきっかけとなって、定長は神祇権大副に任じられた。
明暦元年（1655年）、定長は罹病し、祭主としての職務を行えなくなった。嗣子の無い定長は、北小路俊臣の次男を改姓させ、祭主後継として養子に迎え入れた。これに対して大宮司河辺精長が反発したことにより、後継を何年も決めることができず、その最中に27歳で卒去した。

## 官歴
- 正保3年12月24日（1647年1月29日）、宮司[4]
- 承応2年9月10日（1653年10月31日）、祭主[注 1]
- 承応3年4月18日（1654年6月3日）、神祇権大副[1]

## 系譜
- 父：河辺徳長
- 養子：河辺兼長 - 北小路俊臣次男